# کاتانو، اوساکا
کاتانو در استان اوساکا در کشور ژاپن واقع شده است که دارای جمعیت ۷۷٬۸۵۳ نفر و مساحت ۲۵٫۵۵ کیلومتر مربع با تراکم جمعیت ۳٬۰۴۷ نفر در کیلومترمربع است و در تاریخ ۳ نوامبر ۱۹۷۱ به عنوان شهر شناخته شد.